# Chebaita Mokhtar
Chebaita Mokhtar (em árabe: شبيطة مختار) é uma cidade e comuna localizada na província de El Tarf, Argélia. Segundo o censo de 2008, a população total da cidade era de 23 135 habitantes.